# Костюрин, Диомид Леонидович
Диоми́д Леони́дович Костю́рин (27 марта 1945, Москва — 29 июля 1988, там же) — русский советский поэт.
Автор ряда поэтических сборников, пяти хитов Аллы Пугачёвой. Песни Костюрина исполняли также звёзды российской и зарубежной эстрады: Филипп Киркоров, Карел Готт, Ольга Воронец, Юлиан, Олег Анофриев, Елена Камбурова, Сергей Захаров, Геннадий Хазанов, Жанна Рождественская, Владимир Трошин, Олег Ухналёв, актёр Валерий Золотухин, барды Анатолий Ушанов и Павел Матвейко. Член Союза писателей СССР.

## Биография
Диомид Костюрин родился 27 марта 1945 года в Москве в семье фронтовика. Его отец Леонид Диомидович Костюрин (1910—1949), родом из Приднестровья — офицер, участник советско-финской и Великой Отечественной войны, погиб в конце 1949 года от рук бандитов в Берлине. Мать Александра Алексеевна (1914—1985), домохозяйка, родом из Калуги.
Диомид Костюрин окончил Московский химико-технологический техникум и Литературный институт имени А. М. Горького. Работал корреспондентом и редактором Всесоюзного радио.
Автор сборников философской и любовной лирики «Две минуты», «Имя тебе — Надежда», «Мужчины не плачут», «Любовь немилосердная». Последняя книга его стихов называлась «Мозаика». Характеризуя поэтическую манеру Костюрина, издательство «Современник» отмечало: «стихи московского поэта отличаются широтой тематики, чёткостью авторской позиции, естественным сплавом гражданственности и лиризма».
Недолгая, но насыщенная творческая жизнь Костюрина отмечена сотрудничеством со многими известными композиторами. Среди них Э. Колмановский, А. Пахмутова, В. Хвойницкий, В. Баранов, В. Махлянкин, В. Орловицкий, В. Гроховой и другие. Творческая дружба связывала Костюрина с народным артистом Михаилом Новохижиным, который первым открыл в Диомиде поэта.
С середины 1960-х годов — период совместного творчества с Аллой Пугачёвой. С начинающей певицей 21-летний Диомид познакомился в 1966 году в составе концертной бригады радостанции «Юность», когда они вместе гастролировали по Тюменской области. Был, по воспоминаниям современников, безнадёжно в неё влюблён. В исполнении Пугачёвой прозвучали пять песен на стихи Костюрина, две из которых «Три желанья» и «Святая ложь» (включена в английском переводе в «Шведский альбом») — широко известны и регулярно исполнялись певицей в программных концертах. Ещё три костюринских песни из репертуара Пугачёвой — «Ах, как хочется жить!», «Две рюмки», «Звезда» (последние две песни были записаны уже после смерти Костюрина). Сотрудничество талантливого поэта-песенника с Пугачёвой прекратилось из-за интриг в творческой среде.
Популярной и любимой у слушателей стала также «Песня о собаке» на музыку Александры Пахмутовой в исполнении Геннадия Хазанова и Юлиана.
Диомид Костюрин покончил жизнь самоубийством 29 июля 1988 года в Москве в возрасте 43 лет, выбросившись из окна 8-го этажа. Похоронен на Введенском кладбище рядом с родителями и братом Виктором (25 уч.).

## Семья
С 1982 года был женат на Татьяне Георгиевне Гулиа (род. 1959), известной как театральный критик и журналист. Татьяна Гулиа — дочь Георгия Гулиа и внучка Дмитрия Гулиа, оба — классики абхазской литературы. Единственный сын — Леонид Диомидович Гулиа (род. 1986), врач-аритмолог.

## Факты
Однажды, на новогоднем вечере в Звездном городке, космонавт Юрий Гагарин услышал, как молодой поэт Диомид Костюрин читал свои стихи, посвящённые гибели космонавта Владимира Комарова. После торжественной части Гагарин разыскал его, стал расспрашивать — всерьёз ли увлекается поэзией, много ли написал, печатается ли? Обещал помочь, свёл с известным мастером. Со временем в издательстве «Молодая гвардия» вышел первый сборник стихов поэта «Две минуты».
С лёгкой руки Аллы Пугачёвой и благодаря аллитерации в звучании имени и фамилии Диомид Костюрин получил в кругу друзей прозвище «Динамит в кастрюле».